# Агиейраш
Агиейраш (порт. Aguieiras)  —  район (фрегезия) в Португалии,  входит в округ Браганса. Является составной частью муниципалитета  Мирандела. По старому административному делению входил в провинцию Траз-уж-Монтиш и Алту-Дору. Входит в экономико-статистический  субрегион Алту-Траз-уш-Монтеш, который входит в Северный регион. Население составляет 375 человек на 2001 год. Занимает площадь 14,68 км².
Покровителем района считается Святая Катарина (порт. Santa Catarina). 